# Hayat Houmairy
Hayat Houmairy, née en 1998 à Liège, est une gymnaste artistique marocaine.

## Carrière
Aux Championnats d'Afrique de gymnastique artistique 2014, Hayat Houmairy est médaillée de bronze par équipes. Vice championne de Belgique (1ère sur 3 agrès); deux fois championne à la coupe du Trône au Maroc avec les meilleures cotes aux barres asymétriques et à la poutre. 